# Ali Crawford
Alister "Ali" Crawford (30 juli 1991) is een Schotse voetballer (middenvelder) die in 2010-2018 voor de Schotse eersteklasser Hamilton Academical FC uitkwam. Anno 2018 speelt hij voor Doncaster Rovers FC.
Crawford maakte zijn debuut voor Hamilton op 13 januari 2010 in een wedstrijd tegen Dundee United FC.